# Pelexia gracilis
Pelexia gracilis är en orkidéart som beskrevs av Rudolf Schlechter. Pelexia gracilis ingår i släktet Pelexia och familjen orkidéer. Inga underarter finns listade i Catalogue of Life.